# Mark Smith
Mark Smith (Pelsall, 9 de março de 1961) é um engenheiro britânico. Ele trabalhou em várias equipes de Fórmula 1: Jordan, Benetton, Renault, Red Bull, Force India, Caterham e Sauber.

## Carreira
Smith cresceu em Pelsall, uma aldeia a cerca de 24 quilômetros ao norte de Birmingham. Ele deixou a escola para realizar um estágio técnico com a GKN Automotive, que o patrocinou para realizar um curso de graduação em engenharia mecânica no Politécnico de Wolverhampton, onde se graduou com uma licenciatura de primeira classe em 1984.
Tendo participado de motocross quando jovem, Smith, posteriormente, desenvolveu um interesse na Fórmula 1. Seu primeiro trabalho na indústria automobilística foi em 1988 na Comtec, a ala composta da March Engineering. De lá, ele entrou para a Reynard Racing Cars em 1989 e começou a trabalhar com Gary Anderson, inicialmente no carro de Fórmula 3000 de 1990.
Em 1990, Smith se mudou para a recém-criada Jordan Grand Prix, onde ajudou a projetar o Jordan 191, chefiado por Anderson, assumindo a responsabilidade pelo projeto da caixa de câmbio e instalação do motor. Ele permaneceu na Jordan por 11 anos, progredindo para as posições de chefe de projeto mecânico e, em seguida, projetista chefe conjunto com Mike Gascoyne. Em 2000, Smith seguiu Gascoyne para Renault, assumindo a posição de projetista chefe.
Depois de um breve regresso para a Jordan, à medida que a equipe passou para o novo proprietário, Smith mudou-se para a Red Bull Racing em 2005, primeiro como diretor técnico adjunto e depois como diretor técnico antes de se mudar para Force India como diretor de projeto em 2007. Dois anos mais tarde, foi promovido a diretor técnico antes de se mudar para Team Lotus em 2011 e ocupando o cargo de diretor técnico. Ele saiu da Caterham em 2014, com a equipe lutando pela reestruturação de sua gestão no que seria a última temporada dessa equipe na Fórmula 1.
Smith foi nomeado diretor técnico da Sauber em 13 de julho de 2015, mas deixou a equipe alguns dias antes da primeira corrida da temporada de 2016, com a Sauber anunciando que ele estava retornando ao Reino Unido por "razões familiares".

## Cronograma da carreira
- Projetista chefe - Jordan Grand Prix (1998-2001).
- Projetista chefe - Benetton (2001).
- Projetista chefe - Renault F1 Team (2002-2004).
- Diretor técnico - Jordan Grand Prix (2004-2005).
- Diretor técnico adjunto - Red Bull Racing (2005).
- Diretor técnico - Red Bull Racing (2005-2008).
- Diretor de projeto - Force India (2008-2010).
- Diretor técnico - Force India Formula One team (2010-2011).
- Diretor técnico - Team Lotus/Caterham (2011-2014).
- Diretor técnico - Sauber (2015-2016).